# Chionaema punctistrigosa
Chionaema punctistrigosa är en fjärilsart som beskrevs av Rothschild 1913. Chionaema punctistrigosa ingår i släktet Chionaema och familjen björnspinnare. Inga underarter finns listade i Catalogue of Life.